# بيغ ويلز
بيغ ويلز (بالإنجليزية: Big Wells)‏ هي مدينة أمريكية تقع في ولاية تكساس.تبلغ مساحة هذه المدينة 1.4 (كم²)،ويبلغ عدد سكانها 704 نسمة حسب إحصاء سنة 2010 م. تشير إحصاءات سنة 2000م بان الكثافة السكانية في هذه المدينة تقدر بـ(489.6) نسمة/كم2.

## التركيبة السكانية
حدّد مكتب تعداد الولايات المتحدة بيانات التركيبة السكانية لبيغ ويلز في تعداد الولايات المتحدة. في ما يلي، التركيبة السكانية حسب تعدادي 2000 و2010.

### تعداد عام 2000
بلغ عدد سكان بيغ ويلز 704 نسمة بحسب تعداد عام 2000، وبلغ عدد الأسر 244 أسرة وعدد العائلات 182 عائلة مقيمة في المدينة. في حين سجلت الكثافة السكانية 488.9 نسمة لكل كيلومتر مربع (1,266.2/ميل2). وبلغ عدد الوحدات السكنية 302 وحدة بمتوسط كثافة قدره 209.7 لكل كيلومتر مربع (543.1/ميل2).
وتوزع التركيب العرقي للمدينة بنسبة 79.26% من البيض و0.28% من الأمريكيين الأفارقة و1.85% من الأمريكيين الأصليين و0.43% من الأمريكيين ذوي الأصول الآسيوية و15.48% من الأعراق الأخرى و2.70% من عرقين مختلطين أو أكثر و89.63% من الهسبانيون أو اللاتينيون من أي عرق.
بلغ عدد الأسر 244 أسرة كانت نسبة 40.2% منها لديها أطفال تحت سن الثامنة عشر تعيش معهم، وبلغت نسبة الأزواج القاطنين مع بعضهم البعض 51.2% من أصل المجموع الكلي للأسر، ونسبة 18% من الأسر كان لديها معيلات من الإناث دون وجود شريك، بينما كانت نسبة 5.3% من الأسر لديها معيلون من الذكور دون وجود شريكة وكانت نسبة 25.4% من غير العائلات. تألفت نسبة 23% من أصل جميع الأسر من عدة أفراد يعيشون في نفس المنزل ونسبة 12.7% كانت تتألف من شخص يعيش بمفرده يبلغ من العمر 65 عاماً أو أكثر. وبلغ متوسط حجم الأسرة المعيشية 2.87، أما متوسط حجم العائلات فبلغ 3.32.
بلغ العمر الوسطي للسكان 40.2 عاماً. وكانت نسبة 30.7% من القاطنين تحت سن الثامنة عشر، وكانت نسبة 5.8% بين الثامنة عشر والرابعة والعشرين عاماً، ونسبة 20.7% كانت واقعةً في الفئة العمرية ما بين الخامسة والعشرين والرابعة والأربعين عاماً، ونسبة 25.9% كانت ما بين الخامسة والأربعين والرابعة والستين، ونسبة 16.5% كانت ضمن فئة الخامسة والستين عاماً فما فوق. يوجد لكل 100 أنثى 90.5 ذكر، ويوجد لكل 100 أنثى في الثامنة عشر من عمرها فما فوق 87.3 ذكر.
بلغ متوسط دخل الأسرة في المدينة 15,208 دولارًا، أما متوسط دخل العائلة فبلغ 17,381 دولارًا. وكان متوسط دخل الذكور 13,750 دولارًا مقابل 12,344 دولارًا للإناث. وسجل دخل الفرد الخاص بالمدينة 6,594 دولارًا. وكانت نسبة 38.3% من العائلات ونسبة 43.6% من السكان تحت خط الفقر، وكان من هؤلاء نسبة 55.7% تحت سن الثامنة عشر ونسبة 33% في الخامسة والستين من العمر وما فوق.

### تعداد عام 2010
بلغ عدد سكان بيغ ويلز 697 نسمة بحسب تعداد عام 2010، وبلغ عدد الأسر 256 أسرة وعدد العائلات 163 عائلة مقيمة في المدينة. في حين سجلت الكثافة السكانية 484 نسمة لكل كيلومتر مربع (1,253.6/ميل2). وبلغ عدد الوحدات السكنية 353 وحدة بمتوسط كثافة قدره 245.1 لكل كيلومتر مربع (634.8/ميل2).
وتوزع التركيب العرقي للمدينة بنسبة 90.96% من البيض و0.72% من الأمريكيين الأفارقة و0.57% من الأمريكيين الأصليين و0.14% من الأمريكيين ذوي الأصول الآسيوية و3.87% من الأعراق الأخرى و3.73% من عرقين مختلطين أو أكثر و94.12% من الهسبانيون أو اللاتينيون من أي عرق.
بلغ عدد الأسر 256 أسرة كانت نسبة 34.4% منها لديها أطفال تحت سن الثامنة عشر تعيش معهم، وبلغت نسبة الأزواج القاطنين مع بعضهم البعض 38.7% من أصل المجموع الكلي للأسر، ونسبة 18% من الأسر كان لديها معيلات من الإناث دون وجود شريك، بينما كانت نسبة 7% من الأسر لديها معيلون من الذكور دون وجود شريكة وكانت نسبة 36.3% من غير العائلات. تألفت نسبة 32.4% من أصل جميع الأسر من عدة أفراد يعيشون في نفس المنزل ونسبة 20.3% كانت تتألف من شخص يعيش بمفرده يبلغ من العمر 65 عاماً أو أكثر. وبلغ متوسط حجم الأسرة المعيشية 2.71، أما متوسط حجم العائلات فبلغ 3.53.
بلغ العمر الوسطي للسكان 40.9 عاماً. وكانت نسبة 27.5% من القاطنين تحت سن الثامنة عشر، وكانت نسبة 8.2% بين الثامنة عشر والرابعة والعشرين عاماً، ونسبة 18.2% كانت واقعةً في الفئة العمرية ما بين الخامسة والعشرين والرابعة والأربعين عاماً، ونسبة 25.1% كانت ما بين الخامسة والأربعين والرابعة والستين، ونسبة 20.9% كانت ضمن فئة الخامسة والستين عاماً فما فوق. وتوزع التركيب الجنسي للسكان بنسبة 47.1% ذكور و52.9% إناث.